# Église Santa Lucia della Tinta

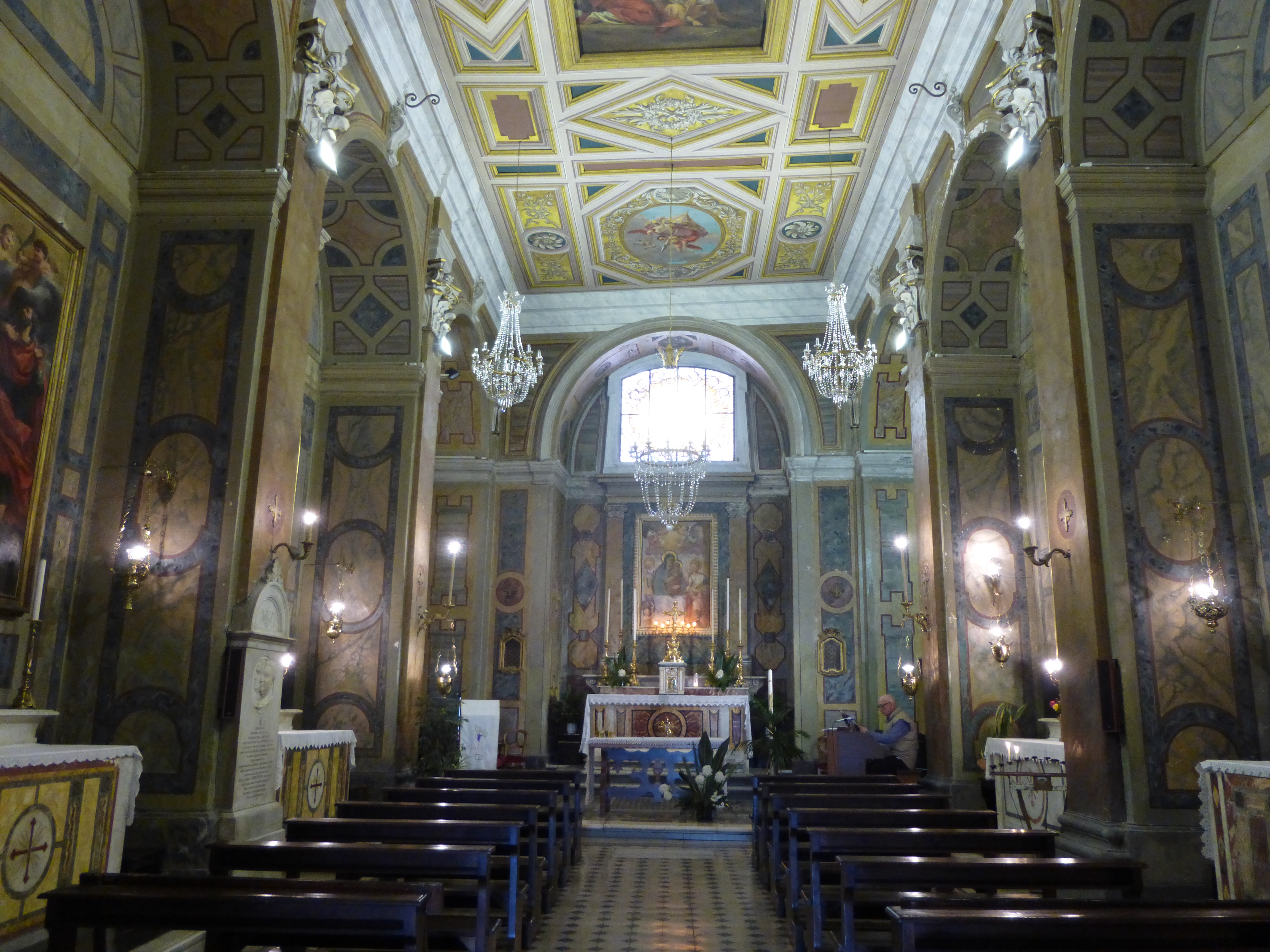
Santa Lucia della Tinta, intérieur

L'église Santa Lucia della Tinta est un lieu de culte catholique à Rome, dans le quartier Campo Marzio, situé via di Monte Brianzo. 

## Histoire
C'est une petite église très ancienne, située dans l'ancien quartier de Tintori, d'où elle tire son nom. Elle s'appelait également Santa Lucia delle Quattro Porte (quattuor portarum), car elle était proche de l'ancien mur qui longeait la rive du Tibre de la Porta Flaminia au pont Elio, sur lequel s'ouvraient quelques petites portes. 
L'église est dédiée à Santa Lucia, une femme noble romaine, martyre, à ne pas confondre avec la sainte homonyme de Syracuse. 
La mention la plus ancienne de cette église se trouve dans une épigraphe de 1122 trouvée dans l'église au XVIIe siècle. L'église est ensuite mentionnée dans plusieurs bulles papales du XIIIe siècle, lors de la restauration du complexe. Elle fut restaurée en 1580, par la compagnie des cochers, et en 1728 par la famille Borghese qui a repris son patronage, comme le rappelle la grande plaque murée à l'entrée. 
En 1911, l'église a été restaurée à nouveau et à cette occasion des restes d'un pavement cosmatesque ont été trouvés, détachés et transférés devant le maître-autel.